# Orden Ferdinand I.

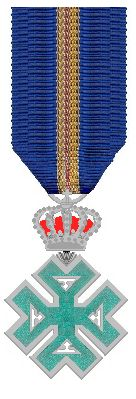
Orden Ferdinand I. Ritterkreuz

Der Orden Ferdinand I. (rumänisch Ordinul Ferdinand I) wurde am 10. Mai 1929 zur ewigen Erinnerung an König Ferdinand I. von Rumänien von ihm, insbesondere für die Vereinigung aller Rumänen in einem Staat, in sechs Klassen gestiftet.

## Ordensklassen
Die Anzahl der Inhaber war begrenzt und wurde per Dekret am 24. April 1933 erweitert. Die Mitglieder des königlichen Hauses waren von dieser Regelung ausgenommen.
- Collane – 5/8 Inhaber
- Großkreuz – 10/15 Inhaber
- Großoffizier – 25/40 Inhaber
- Kommandeur – 40/60 Inhaber
- Offizier – 50/75 Inhaber
- Ritter – 70/100 Inhaber

## Trageweise

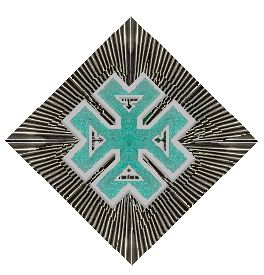
Orden Ferdinand I. Bruststern

Bei der Verleihung der I. Klasse wurde das Großkreuz an einer Collane getragen. Die II. Klasse wurde an einer Schärpe von der rechten Schulter zur linken Hüfte sowie mit einem vierstrahligen Bruststern, auf dem das Ordenszeichen aufliegt, getragen. Großoffiziere trugen neben einem vierstrahligen Bruststern das Ordenszeichen ebenso wie Kommandeure als Halsorden. Offiziere und Ritter trugen die Auszeichnung am Band auf der linken Brustseite.
Das Ordensband ist dunkelblau mit einem goldenen Mittelstreifen und in diesem ein schmaler roter Streifen.

## Sonstiges
Der Orden Ferdinand I. rangierte im rumänischen Ordenssystem an zweiter Stelle hinter dem Orden Carol I. Seit dem 12. Februar 1937 erfolgte keine Verleihung mehr.